# Short Scylla
El Short L.17 Scylla fue un avión comercial biplano británico de cuatro motores y 39 asientos, diseñado y construido por Short Brothers a petición de Imperial Airways para complementar la flota de Handley Page HP.42 que ya estaba en servicio, después de que Handley Page solicitara un precio excesivo por dos HP.42 adicionales. Fueron ordenados en 1933.
Imperial Airways utilizó el Scylla en vuelos regulares desde Londres a París y otras ciudades europeas. Se construyeron dos aviones, Scylla (G-ACJJ) y Syrinx (G-ACJK). Ambos sirvieron en la aerolínea, hasta su fusión con BOAC en 1939, cuando ambos fueron puestos fuera de servicio al año siguiente, el Scylla después de resultar dañado y el Syrinx, desguazado.

## Diseño y desarrollo

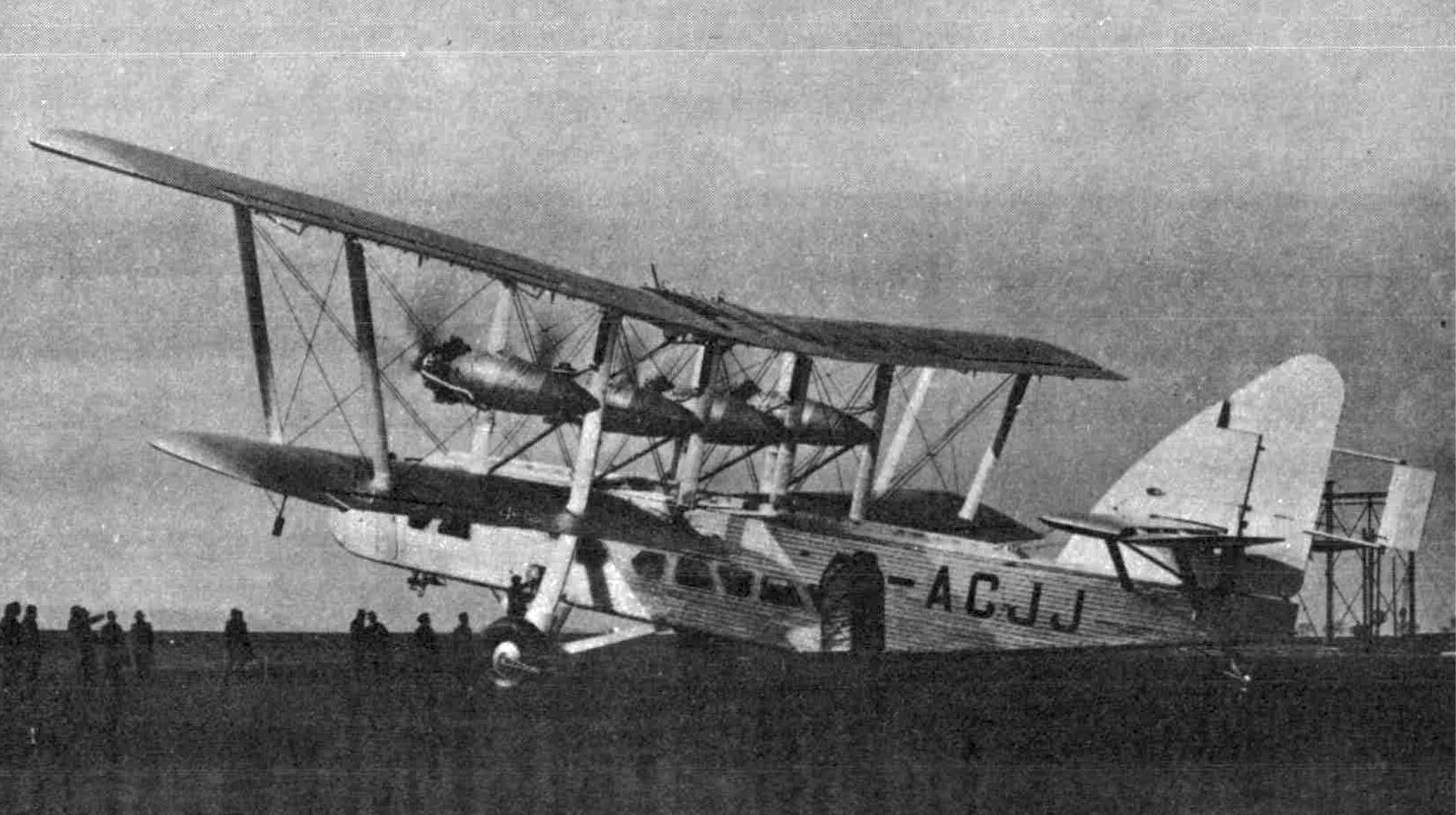
Scylla con el distintivo compensador tipo Flettner visible en el timón.

El Scylla era un desarrollo terrestre del hidrocanoa Short Kent (S.17), que utilizaba las superficies de vuelo del Kent en un nuevo fuselaje. Era un biplano totalmente metálico con una envergadura de 34 m, propulsado originalmente por cuatro motores radiales Bristol Jupiter XFBM montados sobre puntales verticales entre los planos superior e inferior. El fuselaje de sección cuadrada estaba montado debajo del ala inferior, mientras que la cola tenía un solo empenaje y un timón con un estabilizador horizontal montado a mitad de camino. El Scylla estaba originalmente equipado con un compensador tipo Flettner montada en brazos extendidos desde el borde de salida del timón para reducir las fuerzas de control. También se probó un compensador asistido experimental montado en el borde de salida del timón en el G-ACJJ Scylla, lo que dio lugar a una solicitud de patente, presentada conjuntamente por Shorts y Dudley Lloyd Parkes el 7 de agosto de 1936.
El tren de aterrizaje principal tenía una rueda fija a cada lado, montada sobre tres puntales arriostrados en diagonal, uno en el borde superior del fuselaje y dos en el inferior; había una única rueda de cola. Se instalaron alerones en las alas superior e inferior.
Las góndolas motoras fueron diseñadas para admitir motores Bristol Jupiter, Pegasus o Perseus sin modificaciones. Esto luego permitió que los dos Jupiter internos del G-ACJK Syrinx fueran reemplazados fácilmente por motores de válvulas de camisa Perseus IIL, para probar su rendimiento en las condiciones de línea aérea. El Syrinx fue equipado con cuatro motores Pegasus XC cuando fue reconstruido, después de haber sufrido graves daños al ser volteado por vientos cruzados mientras carreteaba en el aeropuerto de Bruselas.

## Operadores
Reino Unido
- Imperial Airways

## Especificaciones
Referencia datos: Barnes

### Características generales
- Tripulación: Cuatro
- Capacidad: 39 pasajeros
- Longitud: 25,6 m (83,8 ft)
- Envergadura: 34,4 m (113 ft)
- Altura: 9,6 m (31,6 ft) [4]
- Superficie alar: 242,9 m² (2614,6 ft²)
- Peso vacío: 10 274 kg (22 643,9 lb)
- Peso cargado: 15 195 kg (33 489,8 lb)
- Planta motriz: 4× motor radial de 9 cilindros refrigerado por aire Bristol Jupiter XFBM.
  - Potencia: 414 kW (571 HP; 563 CV) cada uno.
- Hélices: De cuatro palas de madera de paso fijo
- Otras configuraciones motoras incluyen:

* Dos radiales Jupiter XFBM de 444 kW (595 hp) (par exterior) y dos radiales de válvulas de camisa Bristol Perseus IIL de 400 kW (540 hp) (par interior)
* Cuatro radiales Pegasus XC de 490 kW (660 hp)

### Rendimiento
- Velocidad máxima operativa (Vno): 220 km/h (137 MPH; 119 kt)
- Velocidad crucero (Vc): 169 km/h (105 MPH; 91 kt) [5]

## Aeronaves relacionadas

### Desarrollos relacionados
- Short Calcutta
- Short Kent

### Secuencias de designación
- Secuencia S._ (interna de Short, posterior a 1921): ← S.15 - S.16 - S.17 - L.17 - S.18 - S.19 - S.20 →